# Бои у Гимры (2006)
Бои у Гимры — бои, произошедшие со 2 по 5 января 2006 года в районе села Гимры Унцукульского района, Дагестана.

## Ход боев
Бои произошли на горе между примерно 3000 российских военнослужащих, в том числе 1500 бойцов спецназа с одной стороны и группой вооруженных повстанцев численностью до восьми человек (или 30 по версии Кавказ-Центра). Правительственные силы возглавлял министр внутренних дел Дагестана Адильгерей Магомедтагиров (в министерстве заявили, что в группу боевиков входили подозреваемые в недавнем покушении на заместителя министра внутренних дел, в результате которого погиб его сын).
Несмотря на сильный артиллерийский и воздушный обстрел, всем бойцам удалось выйти из окружения обратно в село, оставив после себя только заброшенную землянку. По меньшей мере трое бойцов ОМОНа и спецназа погибли и более 10 получили ранения в ходе трёхдневного боя, некоторые из них, возможно, в результате дружественного огня. По данным сепаратистского сайта, более 50 российских военнослужащих были «ликвидированы».
Планы правительства по умиротворению села Гимры изначально были отклонены из-за символического значения села как исторического места рождения имама Шамиля. Однако масштабная зачистка села была проведена зимой 2007—2008 годов.

## Внешние ссылки
- GIMRI RE-EMERGES AS ANTI-RUSSIAN STRONGHOLD IN DAGESTAN The Jamestown Foundation, January 12, 2006  (англ.)
- Tough lessons in defiant Dagestan BBC News, 19 June 2006  (англ.)